# Le Paquebot Tenacity
Pour plus de détails, voir Fiche technique et Distribution.
Le Paquebot Tenacity est un film français réalisé par Julien Duvivier, sorti en 1934, adaptation de la comédie éponyme de Charles Vildrac créée en 1920.
Cette comédie sentimentale met en avant la bonhomie d'Albert Préjean et le charme de Marie Glory, deux des acteurs favoris du public de l'époque. Il permet aussi d'apercevoir quelques vues du Havre dix ans avant que la ville ne soit détruite dans les bombardements de 1944.

## Synopsis
Dans Paris en pleine crise économique, les films font rêver d'avenir meilleur au Canada. Bastien, un ouvrier, tente de persuader son ami Ségard de partir avec lui. Ils se retrouvent au Havre pour prendre le paquebot Tenacity. Ils tombent tous deux amoureux de la même jeune fille, et seul un des deux partira.

## Fiche technique
- Réalisation  : Julien Duvivier
- Scénario : Charles Vildrac, Julien Duvivier
- Décors : Jacques Krauss
- Photographie : Nicolas Hayer, Willy Faktorovitch, Armand Thirard, Christian Matras
- Montage : Marthe Poncin
- Musique : Jean Wiéner
- Régisseur : Jean-Paul Dreyfus
- Format : Noir et blanc - Son mono - 1,37:1
- Genre : Comédie
- Durée : 85 minutes
- Date de sortie : 
  - France : 29 juin 1934
- Affiche : Jean-Adrien Mercier

## Distribution
- Albert Préjean : Bastien
- Marie Glory : Thérèse
- Hubert Prélier : Alfred Ségard
- Nita Alvarez : Émilienne
- Jeanne Duc : Louisette
- Jeanne Byrel : Marcelle
- Emma Calvé : la mère de Bastien
- Andrée Servilange : la sœur de Ségard
- Camille Beuve : la mère de Ségard
- Pierre Laurel : Hidoux
- Mady Berry : Madame Cordier
- Martial Rèbe : le marin anglais
- Léon Arvel : le metteur en scène
- Charles Camus : le régisseur
- Pierre Larquey : l'ivrogne
- Albert Broquin : un joueur
- Raymond Aimos : un joueur